# Front Wyzwolenia Krasnali Ogrodowych

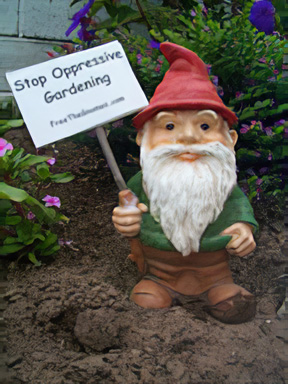
„Protestujący” krasnal ogrodowy

Front Wyzwolenia Krasnali Ogrodowych (fr. Front de libération des nains de jardin) – francuska organizacja, której celem działania jest „przywrócenie krasnali ogrodowych ich naturalnemu środowisku - lasom”. Jej początki sięgają roku 1996, kiedy to grupa aktywistów dokonała pierwszych kradzieży ogrodowych krasnali z przydomowych ogródków i wywiozła je do lasu. Ruch wywodzi się z Francji, zyskał też popularność w innych krajach, przez kilka lat aktywny był jego włoski odpowiednik.